# Zoltán Turcsányi
Zoltán Turcsányi (Rábapatona, Mađarska, 7. studenog 1914. – 16. travnja 2002.), je bivši mađarski hokejaš na travi. 
Na hokejaškom turniru na Olimpijskim igrama 1936. u Berlinu je igrao za Mađarsku. Mađarska je ispala u 1. krugu, s jednom pobjedom i dva poraza je bila predzadnja, treća u skupini "A". Odigrao je dva susreta na mjestu napadača i veznog igrača.
Te 1936. je igrao za klub Budapesti (Budai) Toran Egylet.

## Vanjske poveznice
- Profil na Sports Reference.com  Arhivirana inačica izvorne stranice od 18. travnja 2020. (Wayback Machine)
- Mađarski olimpijski odbor  Arhivirana inačica izvorne stranice od 1. listopada 2011. (Wayback Machine) Profil